# Otto Sartorius (Önologe)
Otto Sartorius (* 23. September 1892 in Mußbach; † 20. Dezember 1977 ebenfalls in Mußbach, seit 1969 Ortsteil von Neustadt an der Weinstraße) war Weinbauunternehmer und Önologe.

## Familie
Sartorius wurde in eine Familie geboren, in welcher der Weinbau und die Verwaltung eines großen Weinguts seit 1811 Tradition hatten. Sein gleichnamiger Vater (1842–1911) hatte Kameralia studiert und war 1899 nach Auszahlung seiner Verwandtschaft Alleininhaber des Mußbacher Herrenhofs geworden, des ältesten Weinguts der Pfalz; 1903 wurde er in den Reichstag gewählt. Die Mutter war Johanne Weddigen (* 19. April 1865 in Elberfeld), die zweite Ehefrau des Vaters.
Auch der Sohn war zweimal verheiratet, in erster Ehe mit Margarete Gerlach, in zweiter mit Ingeborg Doflein. Aus beiden Ehen hatte er insgesamt fünf Töchter.

## Ausbildung und Beruf
Bereits 1911, mit 19 Jahren, übernahm Sartorius nach dem Tod seines Vaters die Leitung des Herrenhofs. Zugleich begann er sein Studium der Naturwissenschaften, das er in Heidelberg und Montpellier absolvierte. 1926 promovierte er mit einer Arbeit über die Rebblüte zum Doktor der Philosophie. Den Herrenhof leitete er bis zu seinem Tod 1977, auch nachdem er ihn 1970 an das Land Rheinland-Pfalz veräußert hatte.
Neben seiner unternehmerischen Tätigkeit widmete sich Sartorius vor allem wissenschaftlich dem Wein und dem Weinbau. In fast 40 weinkundlichen Publikationen befasste er sich mit der Physiologie der Reben, ihrer Blüte und anderen Teilbereichen der Rebenzüchtung. Nach langjährigen Forschungen an Abkömmlingen der Silvanerrebe beschrieb er erstmals die als „Menge-Güte-Gesetz“ bekanntgewordene Beziehung zwischen Weinertrag und -qualität. Zudem betrieb er Studien über die Blatt- und Holzentwicklung bei Reben sowie über Bodenkunde und Rebschutz.
1946 wurde Sartorius Privatdozent an der Johannes-Gutenberg-Universität Mainz und hielt Vorlesungen über die kulturelle und wirtschaftliche Bedeutung des Weinbaus. Die Chronik des Weindorfes Mußbach gab er 1959 heraus, sie gilt heute noch als Standardwerk.

## Verbände und Mitgliedschaften
Sartorius war Wieder- bzw. Mitbegründer des Weinbauverbandes der Rheinpfalz und des Deutschen Weinbauverbandes (DWV). Von 1947 bis 1956 hatte er das Amt des Vizepräsidenten des Weinbauverbandes der Pfalz inne. Er war außerdem jahrelang Vorsitzender des Ausschusses für Reblausbekämpfung und Pfropfrebenbau im DWV und des Weinbauausschusses der Deutschen Landwirtschafts-Gesellschaft (DLG) sowie Vorstandsmitglied des naturwissenschaftlichen Vereins Pollichia. Ab 1961 war er auch Präsident der Pfälzischen Gesellschaft zur Förderung der Wissenschaften.

## Auszeichnungen
- Ehrenmitglied des Deutschen Weinbauverbandes
- Ehrenmitglied des Weinbauverbandes der Pfalz
- Bassermann-Jordan-Medaille der Deutschen Landwirtschafts-Gesellschaft
- Silberne Kammermedaille der Landwirtschaftskammer Pfalz
- Bundesverdienstkreuz 1. Klasse

## Veröffentlichungen
- Zur Entwicklung der Physiologie der Rebblüte. 1926 (Dissertation).
- Alfred Bozi, Otto Sartorius (Hrsg.): Die deutsche Wirtschaft – ein Handbuch zum Aufbau. Aus der Praxis für die Praxis. Verlag Reimar Hobbing, Berlin 1926.
- Vererbungsstudien an der Weinrebe mit besonderer Berücksichtigung des Blattes. In: Die Gartenbauwissenschaft. Nr. 16. Berlin 1942.
- Besitzverhältnisse und Parzellierung im Weinbau. Geschichtliche Entwicklung und Gegenwartsfragen. In: Der Weinbau. 1950.
- Mussbach. Die Geschichte eines Weindorfes. Verlag des Historischen Vereins der Pfalz, Speyer 1959 (mit einem Ortsplan und 16 Abbildungen im Text nach Zeichnungen von Hildegard Weddigen).
- Zweitausend Jahre Weinbau in der Rheinpfalz. In: Lebendiges Rheinland-Pfalz. Jg. 11, Nr. 4, 1974.